# Saint-Martin-de-Saint-Maixent
Saint-Martin-de-Saint-Maixent è un comune francese di 1 115 abitanti situato nel dipartimento delle Deux-Sèvres nella regione della Nuova Aquitania.

## Società

### Evoluzione demografica
Abitanti censiti